# 馬爾申齊
48°12′42″N 26°18′11″E / 48.21167°N 26.30306°E

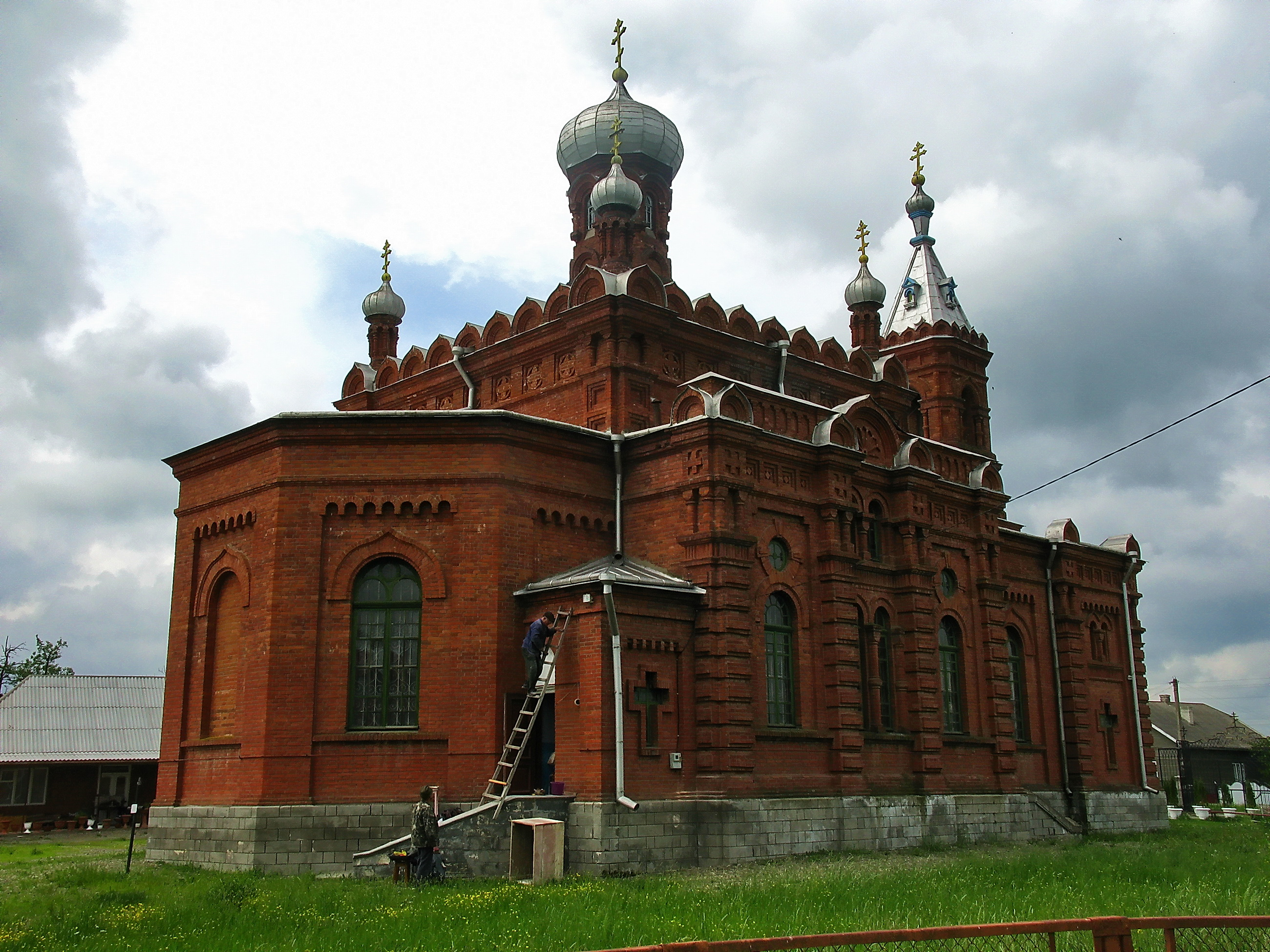
教堂

馬爾申齊（烏克蘭語：Маршинці）是位於烏克蘭西南部的村莊，由切爾諾夫策州切爾諾夫策區的新塞利察市鎮負責管轄。該村距離切爾諾夫策30公里，始建於1611年，海拔高度132米，2023年人口4,620。